# Gmina Milówka
Die Gmina Milówka ist eine Landgemeinde im Powiat Żywiecki der Woiwodschaft Schlesien. Ihr Sitz ist das gleichnamige Dorf mit etwa 4400 Einwohnern.

## Geographie

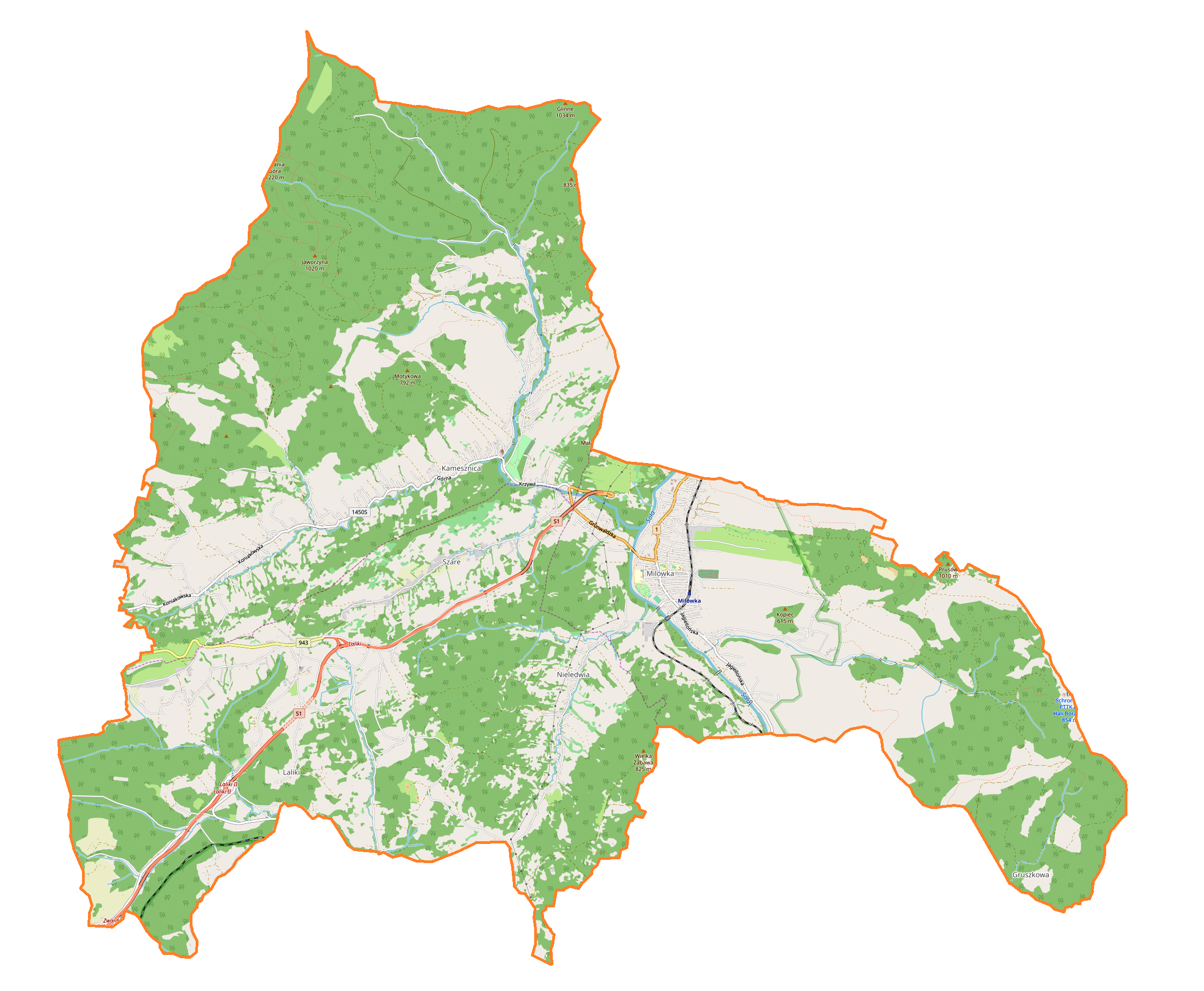
Karte der Gemeinde

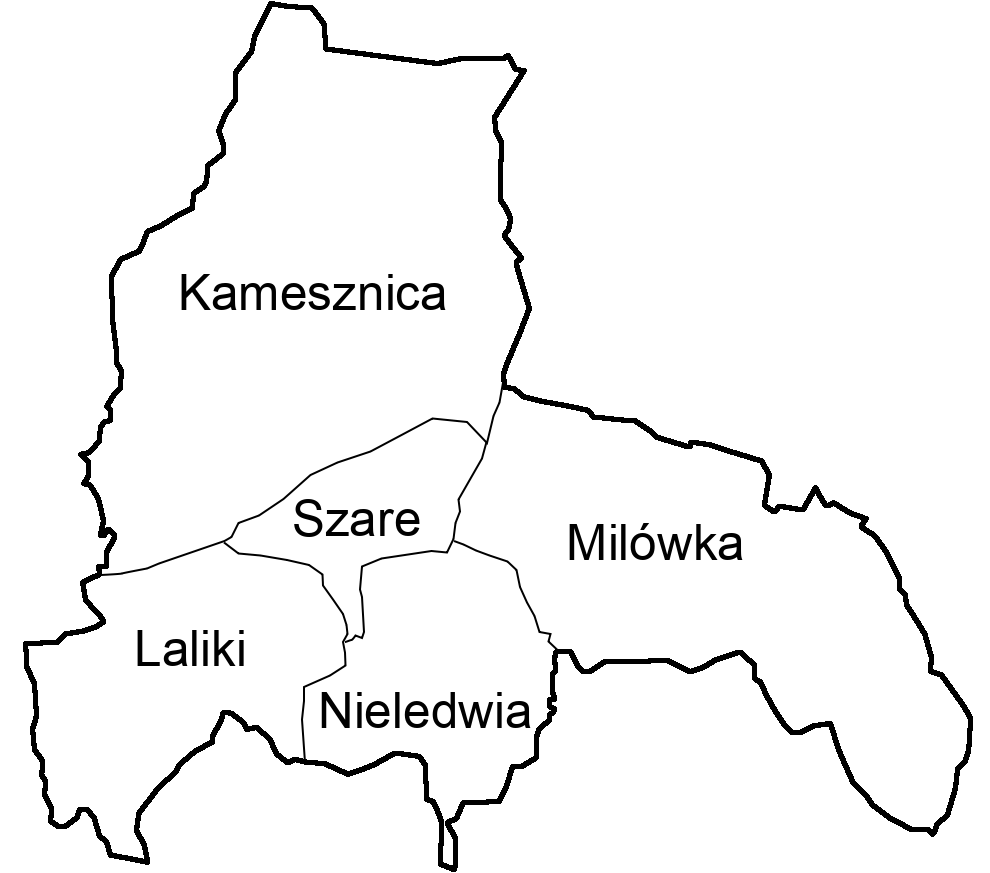
Die Dörfer in der Gemeinde

Nachbargemeinden sind Radziechowy-Wieprz im Norden, Węgierska Górka im Nordosten, Ujsoły im Südosten, Rajcza im Süden, Istebna im Südwesten und Wisła im Nordwesten. Die Kreisstadt Żywiec (deutsch Saybusch) liegt etwa 15 Kilometer nordöstlich.
Die Landgemeinde (gmina wiejska) Milówka hat eine Fläche von 98,3 km², von denen 35 Prozent land- und 51 Prozent forstwirtschaftlich genutzt werden. Die Landschaft gehört zu den Saybuscher Beskiden in den Äußeren Westkarpaten. Durch Hauptort und Gemeinde fließt die Soła, ein Zufluss der Weichsel.

## Geschichte
Die Landgemeinde wurde 1934 gebildet und von 1954 bis 1972 in Gromadas aufgelöst. Die 1973 wieder gebildete Landgemeinde kam 1975 von der Woiwodschaft Krakau zur Woiwodschaft Bielsko-Biała, der Powiat wurde aufgelöst. Im Januar 1999 kam die Gemeinde wieder zum Powiat Żywiecki und zur Woiwodschaft Schlesien.

## Gliederung
Die Landgemeinde (gmina wiejska) Milówka besteht aus fünf Dörfern mit einem Schulzenamt (sołectwo): Milówka, Laliki, Kamesznica, Nieledwia und Szare.
| Schulzenamt | Fläche (Hektar) | Bevölkerung (2008) | Bevölkerungs- dichte (Einw./km²) |
| ----------- | --------------- | ------------------ | -------------------------------- |
| Milówka     | 2648            | 4446               | 171                              |
| Kamesznica  | 3930            | 2793               | 71                               |
| Laliki      | 1360            | 1025               | 75                               |
| Nieledwia   | 1178            | 1035               | 87                               |
| Szare       | 725             | 800                | 109                              |

## Bildung
Die Landgemeinde ist mit einer weiterführenden Schule, sechs Grundschulen (Szkoła podstawowa) und zwei Kindergärten (Przedszkole) ausgestattet.

## Verkehr
Die Schnellstraße S1 (ehemals S69) führt Bielsko-Biała von Żywiec durch die Gemeinde. Wie die Eisenbahnstrecke von Katowice führt sie bei Zwardoń in die Slowakei.